# Битва під Лоєвом (1651)
Битва під Лоєвом (біл. Лоеў, пол. Łojów) — битва часів Хмельниччини, яка відбувалася 6 липня 1651 року біля міста Лоєв, яке знаходиться приблизно за 50 кілометрів від Чернігова. Війська Речі Посполитої під командуванням Януша Радзивілла перемогли війська Запорозьких Козаків під командуванням Мартина Небаби.
Оголосивши посполите рушення та добре підготувавшись до походу на Україну для боротьби з повстанцями, Польний гетьман литовський Януш Радзивілл 29 червня 1651 року вирушив з Річиці зі своїм військом (12 800 чол.) вздовж Дніпра до Лоєвської Брами (переправи через Дніпро поблизу Лоєва).
Переправи від Лоєва до Бабич по Дніпру та Прип'яті охороняли козацькі загони на чолі з чернігівським полковником Мартином Небабою та їх союзниками — кримськими татарами (загальна чисельність — близько 50 тис. чоловік.).
Під Лоєвом Радзивіл зустрівся з послами Богдана Хмельницького. С.Подобайло передав гетьману лист від Хмельницького, у якому той просив не вести війська на Україну, а у відповідь обіцяв наказати козакам покинути територію ВКЛ. Радзивіл погодився не порушувати межі України і на очах послів відправив для оборони Смоленська загін у 2 500 чоловік на чолі зі стражником ВКЛ Р.Мирським. Посли повідомили Небабу, що Радзивіл розділив своє військо і не планує похід на Київ. Це заспокоїло чернігівського полковника та козацьку старшину. Охороняти переправу навпроти Лоєва залишились тільки Чернігівський та Ніжинський козацьку полки (3 тис. чоловік). Загін Мирського поблизу Гомеля таємно переправився через Сож та вийшов у тил козакам у місці злиття Сожа та Дніпра.
У результаті раптового нападу вранці 6 липня 1651 року та годинної битви переправа була захоплена. Радзивіл швидко переправив своє військо через Татарський брід на лівий берег Дніпра. Про його переправу через Дніпро Небаба довідався у Чернігові та одразу кинувся виправляти становище.
Опівдні коло містечка Ріпки загін в 15 тисяч вершників Небаби з ходу атакував хоругви Мирського, але потрапив під флангову атаку основних сил Радзивіла та зазнав поразки.
Майже вся козацька старшина та декілька тисяч козаків загинули, багато потрапили у полон. Сам Небаба був поранений у руку, а потім зарубаний. Переможцям дістались близько 20 козацьких стягів. Тільки рештки козацького війська разом із полковниками Подобайлом, Литвиненком та Шумейком змогли відступити до Чернігова.
Шлях на Київ Радзивілу був відкритий. 4 серпня 1651 року військо Радзивіла увійшло в покинутий повстанцями Київ.
На честь перемоги Радзивіла у військовій кампанії 1651 року була викарбувана пам'ятна медаль. Придворний майстер гетьмана, Абрагам ван Вестерфельд, намалював декілька батальних сцен.